# Table d'Alcantara

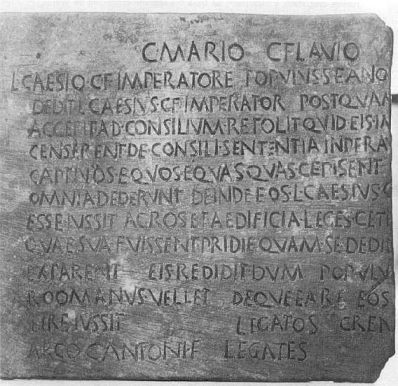
La table d'Alcántara.

La Table d'Alcántara ou Tabula Alcantarensis ou encore « bronze d'Alcántara » est une inscription latine sur métal retrouvée vers Alcántara en Estrémadure et conservant le texte de la deditio d'un peuple de l'Hispanie et datée de -104 d'après le nom des consuls Marius et Gaius Flavius Fimbria précisés en début de la table. L'inscription fut découverte en 1983 à Castillejo de Villavieja, sur le territoire d'Alcántara, dans l'actuelle province de Cáceres, la table d'Alcantara fait  21,5 cm de large sur 19,3 cm de haut, elle est actuellement conservée au Museo Arqueológico de Cáceres.

## Texte d'unededitio
Selon le texte latin le général romain Lucius Caesius, ayant le titre d’imperator reçut la soumission d'un peuple hispanique dont le nom n'est pas complètement conservé, les Seano[…]. Après avoir pris conseil, il leur demanda les captifs ainsi que les chevaux qu'ils avaient pris. Une fois cette condition remplie, Caesius « a ordonné qu’ils soient libres ; il  leur a fait rétrocéder les champs, les bâtiments, les lois et toutes les autres choses en leur possession à la veille de la reddition en l’état qui était alors le leur, tant que ce sera la volonté du peuple romain et du sénat romain ». Ce document témoigne donc d’une deditio, reddition à Rome, puis d’une redditio agrorum et legum, action par laquelle Rome ou ses représentants restituaient aux vaincus une autonomie politique ainsi que l'usage de ses terres, en général contre un tribut et sous la forme d’une possession précaire, susceptible d’être remise en cause. Le terres ne sont plus la propriété des locaux, mais ils en ont la possessio.

## Transcription du texte latin
C. MARIO C. FLAVIO
L. CAESIO. C. F. IMPERATORE POPULUS. SEANO.[
DEDIT. L. CAESIUS. C. F. IMPERATOR POSTQUAM[
ACCEPIT. AD. CONSILIUM. RETOLIT. QUID. EIS.IM[
CENSERENT. DE. CONSILI. SENTENTIA. INPERAV[
CAPTIVOS. EQUOS. EQUAS. QUAS. CEPISENT[
OMNIA.DEDERUNT.DEINDE EOS.L.CAESIUS.C.[F.
ESSE. IUSSIT. AGROS. ET.AEDIFICIA.LEGES.CETE[RA
QUAE. SUA. FUISSENT. PRIDIE QUAM. SE. DEDID[ERUNT
EXTARENT EIS. REDIDIT. DUM POPULUS[
ROOMANUS. VELLET DEQUE. EA RE EOS [
EIRE. IUSSIT LEGATOS CREN[
ARCO CANTONI. F LEGATES